# Un padre in prestito
Un padre in prestito (Second Best) è un film britannico del 1994 prodotto da Sarah Radclyffe e diretto da Chris Menges. Segue da vicino l'omonimo romanzo del 1991 di David Cook, che ha anche scritto la sceneggiatura.

## Trama
Graham Holt è uno scapolo di 42 anni, che vuole adottare un figlio di 10 anni ed è direttore dell'ufficio postale in un villaggio del Galles. James Lennards, invece, è un bambino con problemi familiari, cresciuto in affidamento.
Graham vuole un figlio, ma James non vuole un altro padre.
Graham passa da un'agenzia di adozione e inizia a guardare le foto dei bambini. Gli viene detto che, a causa del fatto che è solo, probabilmente riceverà un ragazzo in una situazione familiare difficile.
Lo sviluppo emotivo di Graham Holt è stato soffocato dai suoi genitori. Graham era nato da genitori che non trascorrevano molto tempo con lui anche se fingevano di esserne interessati. Sua madre era morta diciotto mesi prima mentre suo padre era stato colpito da un ictus e soffriva di depressione dopo la morte della moglie, il che significava che ora Graham doveva prendersi cura di lui, ormai costretto a letto.
James, invece, passa la sua vita tra orfanotrofi e case famiglia. Ha solo un vago ricordo di sua madre quando aveva 3 anni, ma ha un'immagine vivida e romantica di suo padre. Il padre di James entra e esce di prigione e gli ha raccontato di essere un "mercenario" nell'unica volta che hanno trascorso diversi giorni insieme. Per questo James ha una relazione difficile con le donne e mostra rabbia e auto-mutilazione di frequente. Solo verso la fine del film, James finalmente sogna e ricorda cosa è successo veramente a sua madre.
Mentre Graham passa attraverso il lungo processo di valutazione per essere un genitore adottivo, deve frequentare le lezioni e incontrare regolarmente gli assistenti sociali. Graham e James si incontrano e i silenzi imbarazzati dimostrano il nervosismo di Graham e le paure di James per la situazione. Graham non è sicuro di come comportarsi, né di cosa dire, e gli inizi sono difficili. Tuttavia, quando a James viene mostrata la stanza che sarebbe stata la sua se l'adozione fosse andata a buon fine, il ragazzo abbraccia brevemente Graham, mostrando affetto per la prima volta nella sua giovane vita.
Graham deve visitare le persone chiave del passato di James e una di loro, Lynn, una madre putativa che era una delle poche donne con cui James andava d'accordo, resta delusa dal fatto che James non voglia vederla. La donna spiega a Graham di James e del fatto che scappava costantemente e che veniva trovato sempre nascosto nei boschi, seminudo e coperto di terra. Durante il viaggio di ritorno a casa Graham chiede a James perché Lynn non è di suo gradimento e James ha una reazione violenta e cerca di saltare dall'auto.
James convince Graham che fare campeggio in tenda è divertente per cui i due vanno in campeggio e trascorrono dei momenti felici e, in uno di questi momenti, James confessa alcuni discorsi avuti con il padre naturale.
Dopo alcuni fine settimana insieme, Graham porta James a incontrare suo zio Turpin. Turpin prende in giro James e alla fine lo fa sorridere. Chiede a Graham se avesse mai chiesto scusa a suo padre e che avesse sempre odiato la madre di Graham, dal momento che non avrebbe mai lasciato che il padre avesse un momento di pace. Graham risponde che, nonostante tutto, era un vero amore ma Turpin risponde di no, dato che non avrebbe nemmeno lasciato che il padre di Graham si prendesse un po' di tempo per sé. Turpin chiede anche a Graham se è sicuro di voler adottare e Graham è irremovibile sul fatto che questo è ciò che vuole fare.
Mentre la loro relazione si sviluppa e ha i suoi alti e bassi, nulla scuote la convinzione di Graham di essere l'unica persona che può fare la differenza per James. Verso la fine il padre di James si presenta inaspettatamente e chiede a Graham di permettergli di rimanere nelle vicinanze segretamente per gli ultimi mesi della sua vita in quanto è malato di AIDS, solo per poter vedere James senza che James sappia che è lì. Graham decide che James dovrebbe incontrare suo padre e dovrebbe sapere che sta morendo in modo che non debba poi chiedersi anni cosa fosse successo a suo padre. Con l'inizio di una nuova stagione scolastica, Graham decide per l'adozione finale. In questo modo James non dovrebbe cambiare scuola durante il processo di adozione.
Il ricongiungimento con il padre di James non va bene e James si ritira in se stesso. Ancora una volta i dolori del passato prendono il sopravvento mentre James cerca di sfuggire al dolore nell'unico modo che conosce. Graham invita il padre di James a trasferirsi da lui affinché possa prendersene cura insieme a James nei suoi ultimi mesi.
Alla fine Graham dice a James: "Non sarò il secondo migliore".

## Critica
Il film ha ricevuto 10 su 10 sul sito Rotten Tomatoes.
Channel 4 (che lo ha valutato 4,6 su 5) ha scritto: "Le relazioni potenti e talvolta paralizzanti tra padri e figli sono l'ispirazione dietro il degno dramma di Menges".

## Produzione
Il film è stato realizzato in gran parte nella piccola città gallese di Knighton.